# 马全 (前蜀)
马全（9世纪—926年），中国五代十国时期前蜀大臣，官至侍中、中书令。
马全跟随王建立军功，官至永平军节度使（治所在今四川省邛崃市），兼侍中、中书令。在王建、王衍两朝中，均为辅政大臣。925年，后唐灭前蜀，他与后主王衍一起降唐。926年，后主王衍被杀，其他自宰相王锴以下都拜受封赏，依附后唐皇帝。只有马全痛心疾首，对左右说：“国亡之痛，生不如死。”绝食几天之后死去。